# Santuari de Sant Miquel d'Aralar
El Santuari de Sant Miquel d'Aralar està situat en la localitat de Huarte-Araquil, a Navarra.

## La devoció a Sant Miquel
Des del període final de l'Imperi Romà i, sobretot, a partir de les notícies relatives a les aparicions de Sant Miquel a la Muntanya Gargano (s. V), Roma (s. VI) i Avranches (s. VIII), l'Occident europeu va comptar amb nombrosos llocs de culte a l'arcàngel. Molts d'ells van ser erigits en les altures, on se li atribuïa el doble ministeri de taumaturg i protector dels regnes cristians. També en l'evangelització de la terra dels vascons la devoció a Sant Miquel va tenir la seva importància i va arribar a constituir, a partir del segle x, un dels cultes majors impulsats pels reis de Pamplona, al costat del tributat a la Mare de Déu. Per això, bona part de les més antigues esglésies i ermites del regne es van posar sota l'advocació del príncep de la celestial milícia.

## El temple d'Excelsis
D'estil romànic, la primera referència data de 1032, encara que se suposa que ja al segle ix existia un temple pre-romànic. Després d'un incendi al segle x, es va restaurar, ampliant-ho amb dues naus laterals.
Vist des de l'est, destaca immediatament el triple absis amb l'atri-refugi adossat al sud i la cúpula coronant el conjunt. En el passadís que dona accés a l'església es troba una sòbria portada formada per quatre arcs d'aresta viva sobre imposta i peus drets. Per aquí es passa a un nàrtex o pòrtic tancat, cobert amb volta de canó, de la mateixa amplària que el temple, amb el qual comunica per tres portades, senzilles les laterals i més decorada la central.
L'església del santuari té tres naus gairebé de la mateixa altura. Està rematat per una capçalera de tres absis semicirculars, encara que la central des de fora sigui poligonal. Les tres naus estan cobertes per voltes de canó i la capçalera per volta de forn.
Els pilars són de planta cruciforme, excepte un que la té circular. No hi ha capitells, sinó que d'una simple imposta arrenquen les voltes de mig canó i, en els absis, de cambra d'esfera. Manca de tota ornamentació escultòrica que pugui distreure la contemplació de la pedra llisa en la seva funció arquitectònica.
Abans d'arribar a la capella major ens trobem amb un petit santuari amb coberta a dues aigües, del segle xii, situat sobre la gruta en la qual, segons la llegenda, es va aparèixer l'arcàngel Sant Miquel. Aquest santuari alberga la imatge de Sant Miquel.
En el tram anterior a la capella major hi ha una llanterna octogonal, sent el focus de llum més important de l'interior.

## El retaule
El retaule que presideix la capella major -en origen, un frontal d'altar- és una de les obres mestres que alberga el Santuari i l'exemple més notable de la decoració preciosa de l'altar cristià en època romànica. Realitzat, pel que sembla, en temps del rei Sanç VI el savi, a la fi del segle xii, es tracta d'un conjunt de coure daurat i esmaltat, format per 39 peces d'esmalt, plaques i medallons, amb adorn de pedreria semi-preciosa. El programa iconogràfic representa a la Verge amb el Nen, els tetramorfs o símbols dels quatre evangelistes, els apòstols, els reis mags, l'escena de l'Anunciació de l'àngel a Maria i la figura de Sant Josep. Des que hi ha constància de l'existència d'aquesta peça, només ha sortit del Santuari en tres ocasions: en 1765 per ser netejat a Pamplona (segons resa la inscripció del mateix retaule), el 1979 pel robatori perpetrat per Erik el Belga, i en 2006 per ser exhibit temporalment en una exposició a Pamplona.
Una hipòtesi recent ho suposa un regal de nuvis de Ricard Cor de Lleó (oficialment compromès amb Aélis de França des de 1169) per ratificar el seu compromís matrimonial amb Berenguela de Navarra, negociat en secret amb Sanç VI entre 1185 i 1188. La proposta té en compte, a més del patronatge que els primers membres de la dinastia Plantagenet van exercir en la producció d'esmalts de Llemotges (Llemosí) l'al·legoria que implicaria la identificació realitzada per Marie-Madeleine Gauthier de l'escena protagonitzada per Maria i Josep com una representació de les seves Esponsales (l'àngel, que dona l'esquena a la Verge, seria San Miquel sobre el cim d'Aralar). Per ratificar aquesta idea es té en compte, a més, la coincidència de la vestimenta de San Josep i un dels Reis Mags amb altres representacions dels Plantagenet, que se suposa característica d'ells.